# Sierra Nevada (Espagne)
Pour les articles homonymes, voir Sierra Nevada.
La sierra Nevada /ˈsjera neˈβaða/ (littéralement « chaîne de montagnes enneigée » en espagnol) est un massif montagneux rattaché aux cordillères Bétiques situées en Andalousie, en Espagne, qui s'étend sur la zone centre et sud-est de la province de Grenade et une partie du sud-ouest de la province d'Almería.

## Toponymie
Sierra Nevada veut dire « chaîne de montagnes enneigée » en espagnol.

## Géographie

### Situation, topographie

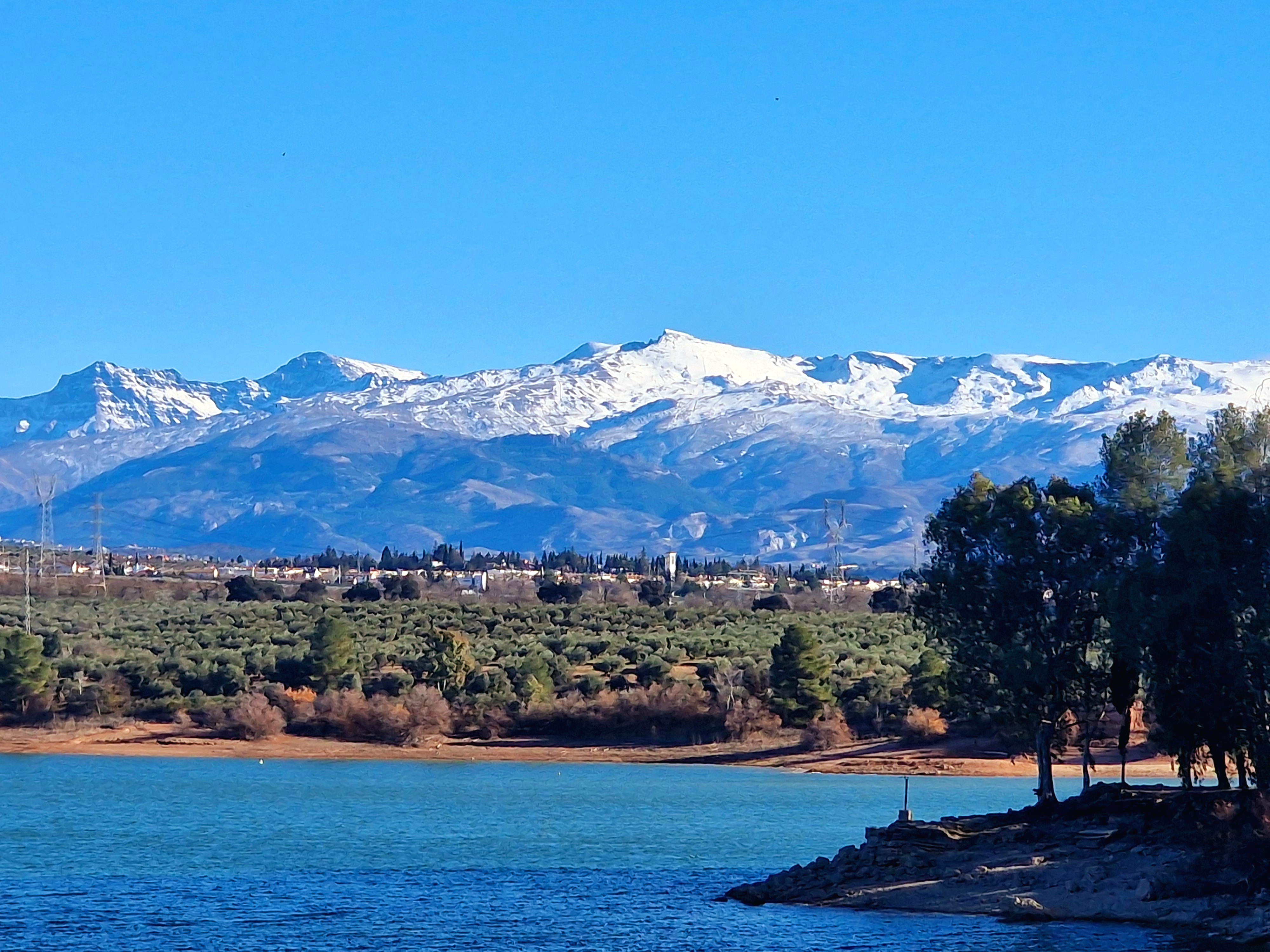
Vue de la sierra Nevada depuis le réservoir du Cubillas.

La sierra Nevada est le massif le plus élevé de toute l'Europe occidentale après les Alpes et le plus élevé de la péninsule Ibérique, au pic Mulhacén à 3 479 mètres d'altitude. Toutefois, le point culminant de l'Espagne est le Teide à Tenerife, dans les îles Canaries (3 715 m).
Il est difficile de parler de pics ou d'aiguilles. Le principal massif des cordillères Bétiques est formé d'une succession de dômes et de dos d'âne. Il n'empêche que du haut des 3 479 mètres d'altitude du Mulhacén ou de ses voisins à peine moins élevés, tel le Veleta (3 396 m) on parvient, à l'aube des jours clairs, à apercevoir la côte africaine sur une ligne qui va du détroit de Gibraltar à Oran, soit environ 450 kilomètres. La crête principale du massif s'étend selon un axe ouest-sud-ouest/est-nord-est.
On accède assez facilement au cœur du massif par la « route de montagne la plus haute d'Europe ». Au départ de Grenade, à 640 mètres d'altitude sur le versant nord, elle serpente jusqu'à 3 150 mètres d'altitude. Ce même versant est entaillé par de longues vallées étroites. Le versant sud, plus raide et escarpé, abrite la région des Alpujarras et appartient au bassin du Guadalfeo.

### Géologie
La sierra Nevada, comme l'ensemble des cordillères Bétiques, s'est formée à l'ère tertiaire durant l'orogenèse alpine, du fait de la collision des plaques africaine et eurasienne, qui a également donné naissance aux Alpes au nord-est et à la plus grande partie de l'Atlas au sud.

### Climat
À 200 kilomètres à vol d'oiseau des rives de l'Afrique, émergeant d'une plaine torride, le plus haut massif de l'Espagne continentale mérite bien son nom. Sur ses sommets, la neige commence à tomber en novembre et ne fond qu'en juin. Les parties les plus élevées subissent un climat alpin.
La présence de cette montagne modifie considérablement le climat alentour, qui prend, à son nord, des caractéristiques continentales l'hiver alors qu'il est tropical sec l'été. Inversement, la côte méditerranéenne au sud, appelée costa granadina ou costa tropical, abritée du froid continental hivernal et des chaleurs torrides estivales, connaît un climat subtropical avec un ensoleillement de 320 jours par an.

### Faune et flore
En raison de son isolement et de son altitude, dès la fin de la glaciation de Würm, le massif est devenu le refuge d'innombrables plantes endémiques inadaptées à la latitude méditerranéenne à laquelle il se situe. Il comprend, selon le ministère de l'environnement espagnol, 66 espèces végétales vasculaires endémiques ainsi que 80 espèces animales propres.

## Histoire

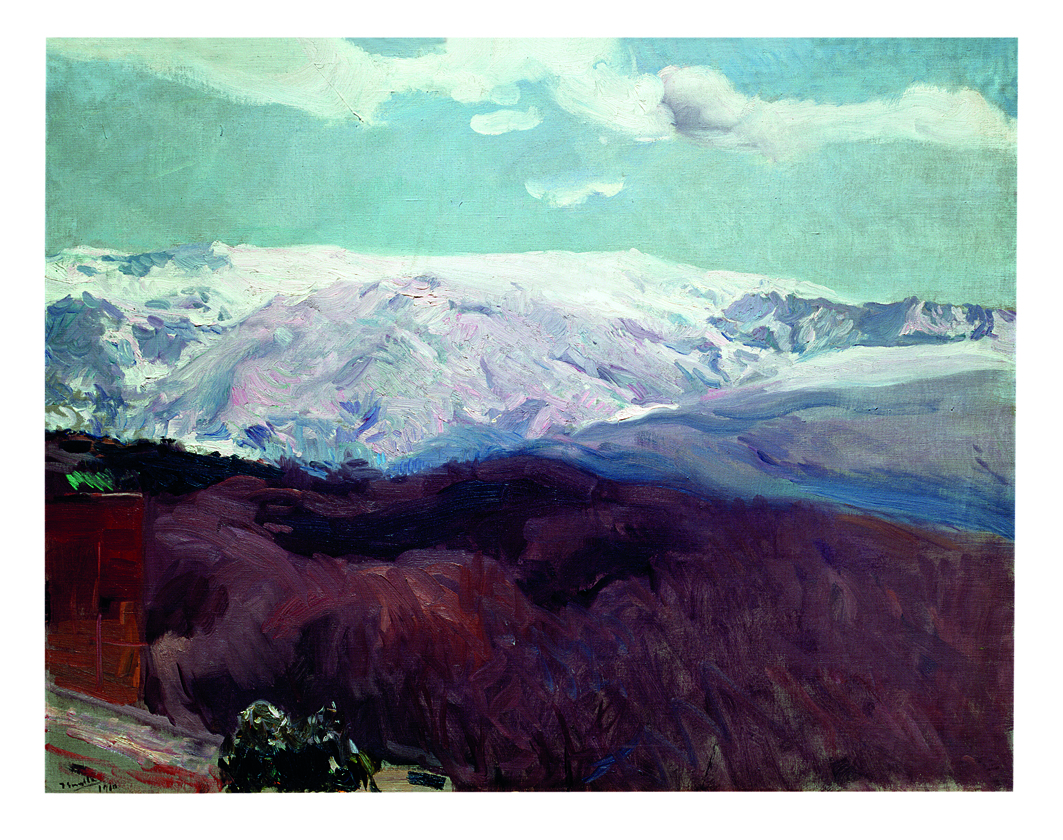
Sierra Nevada en hiver, 1910, Joaquin Sorolla, Musée Sorolla (Madrid).

Vestiges du temps où Chrétiens et Maures se faisaient la guerre dans ces parages, des châteaux forts se dressent encore sur les hauts plateaux inhospitaliers de la sierra Nevada. Celui de La Calahorra est l'un des plus célèbres.
Jusqu'en 1913 et la fonte totale de celui du Veleta se trouvaient des glaciers dans le massif.

## Activités

### Protection environnementale
La sierra Nevada est reconnue réserve de biosphère par l'UNESCO en 1986.
En 1999, une grande partie de son territoire a été classé parc national en raison de ses valeurs botanique et paysagère.

### Sports d'hiver

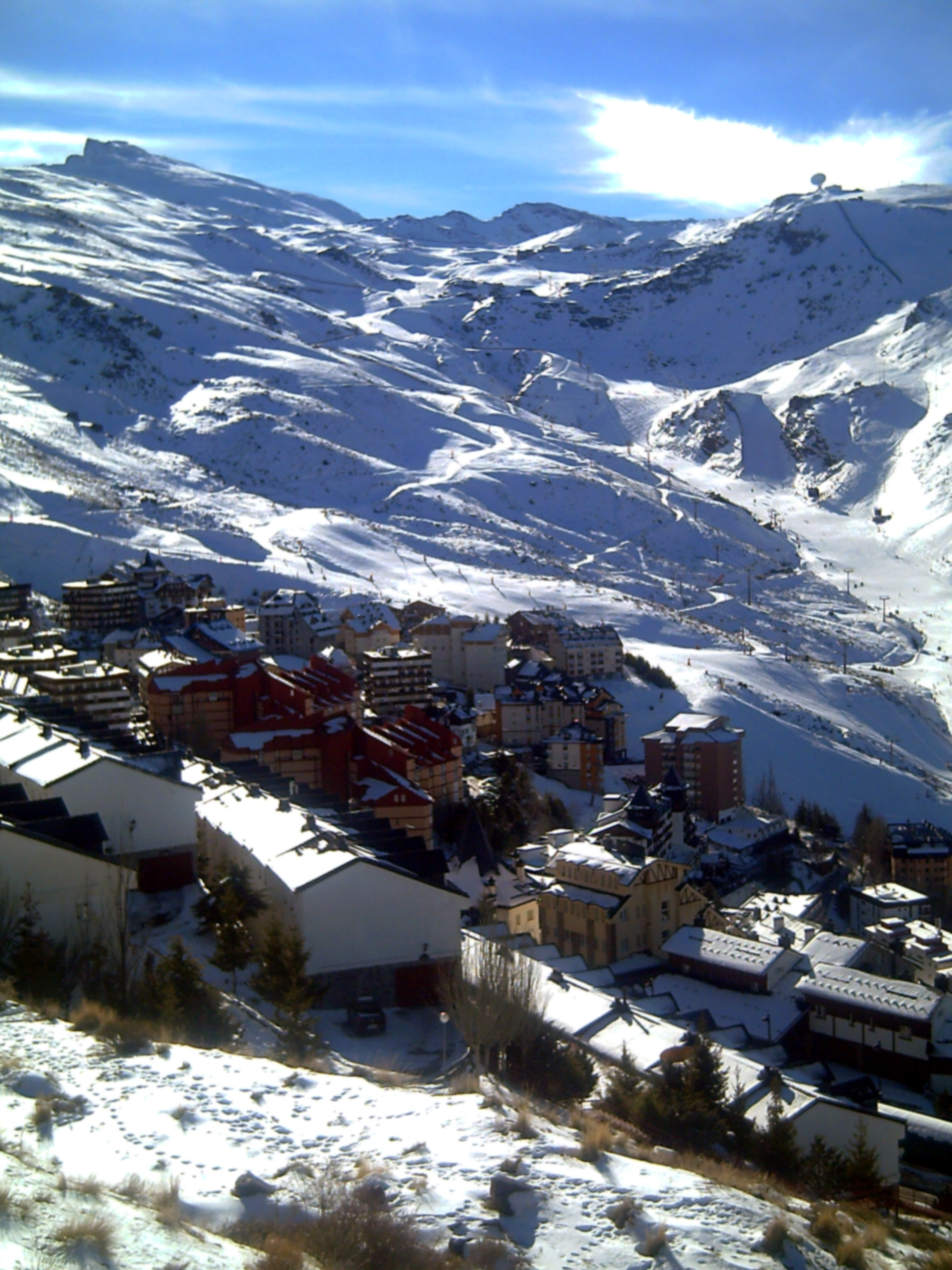
Vue de la station de Sierra Nevada.

Des stations de ski, dont une porte le nom Sierra Nevada, sont implantées sur ces montagnes. On trouve dans les limites du parc national la station de ski la plus méridionale d'Europe et la plus haute d'Espagne. L'expression populaire courante consiste à indiquer qu'en moins d'une heure, on peut déchausser ses skis et se retrouver sur la plage de la côte méditerranéenne.